# Xiomara Castro
Iris Xiomara Castro Sarmiento, född 30 september 1959 i Santa Bárbara, är en honduransk politiker. Hon tillträdde som Honduras president den 27 januari 2022 och ersatte då Juan Orlando Hernández. Hon är landets första kvinnliga president.